# Pseudothecium

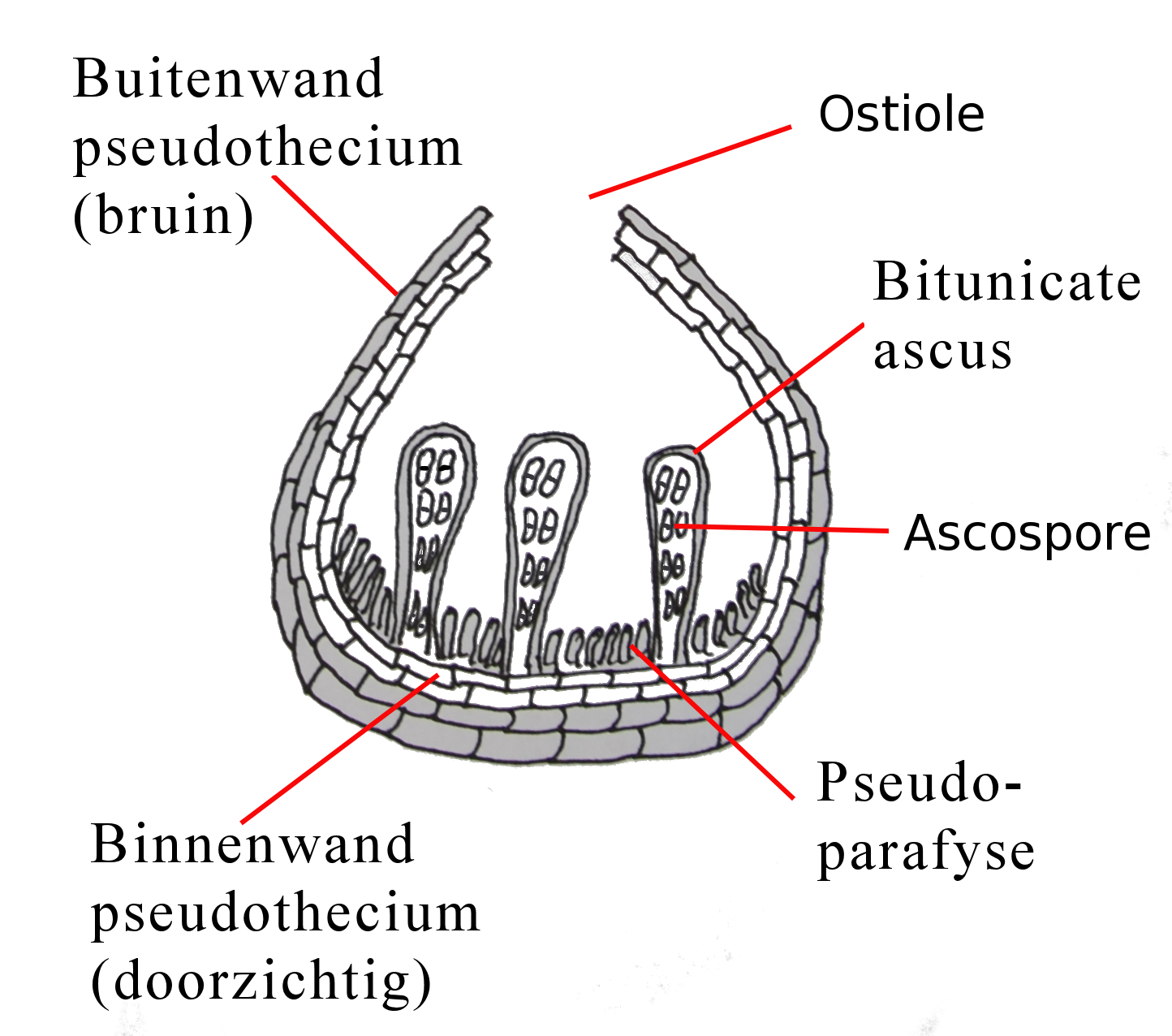
Pseudothecium (Didymella bryoniae)

Een pseudothecium is een variant van het perithecium. Het onderscheid bestaat uit de manier waarop de sporen vrijkomen: in pseudotheciën worden dubbelwandige sporenzakjes gevormd. Als de zakjes nat worden nemen ze water op en zetten uit, waardoor de sporen uit de opening worden geschoten. Voorbeelden zijn appelschurft en Didymella bryoniae